# Albrecht van Saksen-Coburg
Albrecht van Saksen-Coburg (Gotha, 24 mei 1648 - Coburg, 6 augustus 1699) was van 1675 samen met zijn zes broers hertog van Saksen-Gotha en na de verdeling van Saksen-Gotha in 1680 tot aan zijn dood hertog van Saksen-Coburg. Hij behoorde tot de Ernestijnse linie van het huis Wettin.

## Levensloop
Albrecht was de tweede zoon van hertog Ernst I van Saksen-Gotha en diens echtgenote Elisabeth Sophia, dochter van hertog Johan Filips van Saksen-Altenburg. Hij kreeg een zorgvuldige opleiding en ging in 1666 samen met zijn broer Bernhard I studeren aan de Universiteit van Tübingen. De broers zetten hun studies verder in Genève, waarna ze een grand tour ondernamen doorheen Denemarken, Zweden en de Republiek der Zeven Verenigde Nederlanden.
Na het overlijden van zijn vader in 1675 regeerde Albrecht samen met zijn zes broers over Saksen-Gotha. In 1676 ging hij resideren in Saalfeld, waar hij een slot liet bouwen op de plaats van een voormalig benedictijnenklooster. 
In 1680 verdeelden Albrecht en zijn broers Saksen-Gotha-Altenburg, waarbij hij het hertogdom Saksen-Coburg kreeg. Hij verloor Saalfeld aan zijn jongste broer Johan Ernst. Vanaf dan resideerde Albrecht in het Slot Ehrenburg in Coburg, dat hij na een brand in 1690 liet heropbouwen in barokstijl. Het jaar daarvoor nam hij deel aan de herovering van de stad Mainz en de vesting van Bonn, die door Franse troepen bezet waren.
In augustus 1699 stierf hij op 51-jarige leeftijd. Omdat hij zonder nakomelingen stierf, ontbrandde zich een strijd tussen zijn broers om de erfenis. Uiteindelijk kon zijn jongste broer Johan Ernst in 1714 het grootste deel van Saksen-Coburg bemachtigen.

## Huwelijken en nakomelingen
Op 18 juli 1676 huwde Albrecht met Maria Elisabeth (1638-1687), dochter van hertog August van Brunswijk-Wolfenbüttel en weduwe van hertog Adolf Willem van Saksen-Eisenach. Ze kregen een zoon:
- Ernst August (1677-1678)

Op 24 mei 1688 ging hij een morganatisch huwelijk aan met Susanne Elisabeth (1643-1717), dochter van Nikolaus Kempinski, vrijheer van Schwisiz. In 1689 werd zij door keizer Leopold I in de rijksvorstenstand verheven. Dit huwelijk bleef kinderloos.